# Giuseppe Arcangeli
Giuseppe Arcangeli (San Marcello Pistoiese, 13 dicembre 1807 – Prato, 18 settembre 1855) è stato un religioso, filologo e letterato italiano.

## Biografia

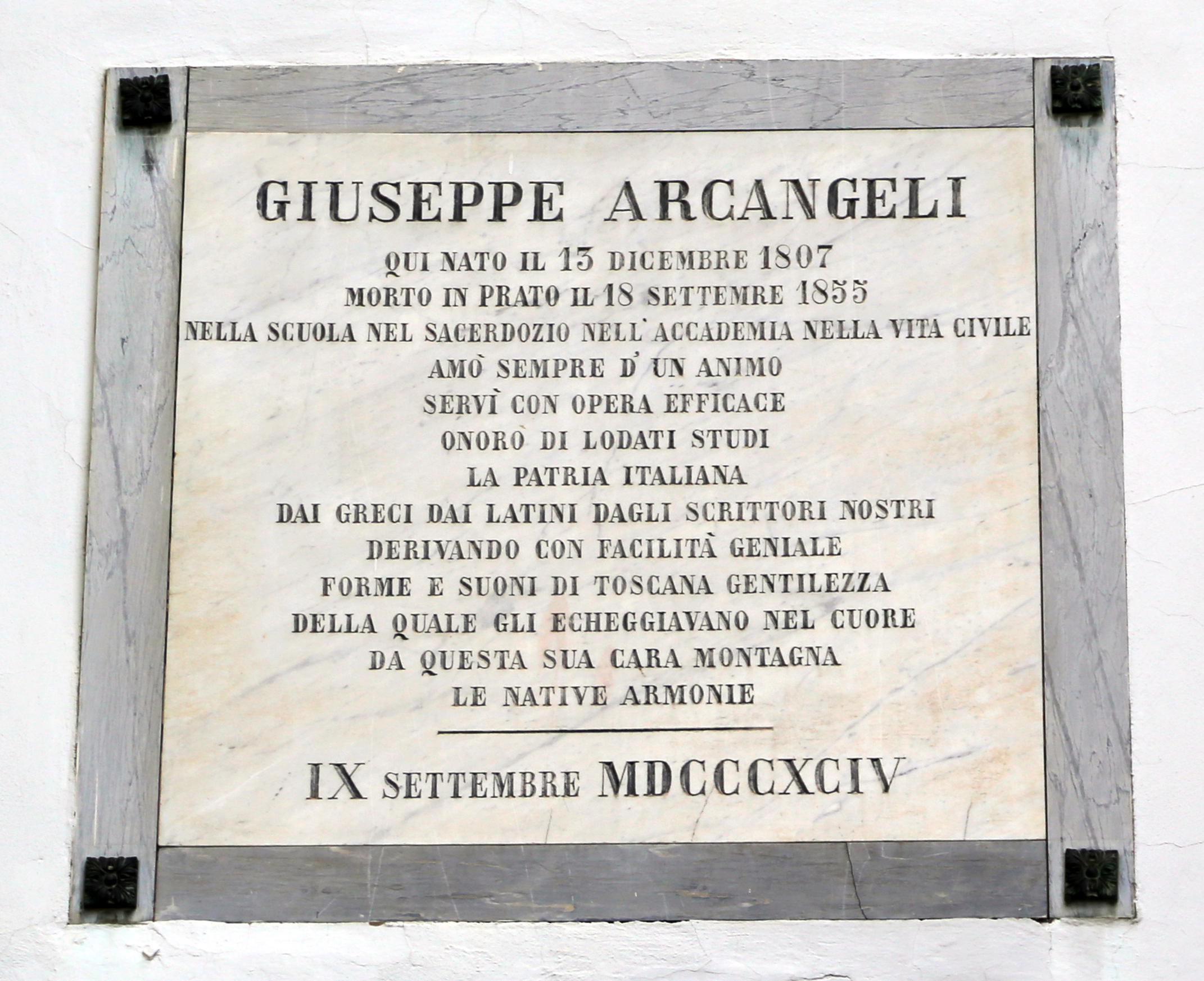
Lapide sulla casa natale a San Marcello Pistoiese

Giuseppe Arcangeli nacque da Cristofano e Annunziata Rosi e fu avviato alla carriera ecclesiastica nel seminario di Pistoia diretto dal canonico Giuseppe Silvestri, di cui egli divenne allievo prediletto. Ordinato sacerdote nel 1831, nel 1832 Arcangeli venne chiamato al Collegio Cicognini di Prato da Silvestri, che ne era diventato rettore, e al Cicognini egli insegnò prima il greco e poi "umanità" fino al 1850. Durante questi anni, Arcangeli ebbe modo di approfondire i suoi studi storico-letterari, completare la sua educazione viaggiando fuori dalla Toscana e dall'Italia, e partecipare alla vita culturale pratese. Strinse rapporti di amicizia con colleghi e allievi del Cicognini, come Pietro Camici, Enrico Bindi, Atto Vannucci, Cesare Guasti, e con altri intellettuali del tempo come l'empolese Vincenzo Salvagnoli e l'avvocato pratese Giovacchino Benini, del quale educò le figlie Ebe e Ada.
Cultore della letteratura greca, latina e italiana, dopo alcuni scritti minori, tradusse opere di Virgilio, Cicerone, Callimaco fino ad arrivare al contemporaneo François Ponsard . Arcangeli pubblicò nel 1838 il "Saggio di versioni poetiche dal greco e altri versi" (Prato, Aldina), e partecipò poi attivamente - con Bindi e Vannucci - al progetto editoriale ideato dall'avvocato Benini e fortemente voluto dal canonico Silvestri di una nuova collezione di classici latini commentati ad uso delle scuole che furono stampati dall'editore pratese Alberghetti: suoi sono "Virgilio e le sue opere" (Prato, Aldina, 1847) e due volumi dedicati alle opere di Cicerone "De officiis", "De amicitia", "De senectute" e "De oratore".
Durante i moti del 1848 fu attivo sulle riviste politiche con lo pseudonimo di Lorenzo Selva. Dal 1847, iniziò a collaborare a «La Patria», il giornale democratico di Vincenzo Salvagnoli, alla «Rivista di Firenze», fondata da Atto Vannucci, e quindi a «L'Alba» e a «Lo Statuto», dove pubblicò articoli politici e letterari.
Iscritto fra gli accademici residenti della Crusca, egli dal 1848 lavorò insieme a Giuseppe Giusti alla compilazione di una parte della lettera 'A' del gran Vocabolario. Stipendiato dall'Accademia, ne divenne vice-segretario nel 1850 quando abbandonò l'insegnamento al Cicognini. Fu inoltre membro dell'Accademia della Colombaria di Firenze, segretario dell'Ateneo Italiano e collaborò con l'"Archivio Storico Italiano" del Gabinetto Vieusseux.
Arcangeli morì nel 1855, vittima del colera. Le sue opere vennero raccolte a cura degli amici Enrico Bindi e Cesare Guasti in due volumi dal titolo "Poesie e prose di Giuseppe Arcangeli accademico della Crusca" (Firenze, Barbera, 1857) pubblicazione che suscitò aspre critiche ne «La Civiltà Cattolica» (X, pp. 710–718 [6 settembre 1859]). Mentre non vide mai la luce il terzo volume già previsto. Tra i suoi lavori di traduttore di testi moderni, è da ricordare la versione italiana in versi (Pistoia 1844) della tragedia di F. Ponsard, "Lucrece" (Bruxelles 1843).

## Archivio
Le carte di Giuseppe Arcangeli sono pervenute alla Biblioteca Roncioniana tramite il lascito di Giovacchino Benini, il quale aveva accolto Arcangeli nella propria casa dopo che era stato istitutore delle figlie, fino al momento della sua morte e fu perciò il naturale erede delle carte. Si tratta di una serie di volumi (le carte furono fatte rilegare forse dallo stesso Arcangeli o forse, poco dopo la sua morte, dal Benini) in buono stato di conservazione (ad eccezione del volume n. 624). L'archivista De Feo, alla fine degli anni Settanta del Novecento, inventariò le carte di Arcangeli insieme agli altri manoscritti posseduti dalla biblioteca, inserendole nell'"Inventario dei manoscritti Roncioniani". Una copia dattiloscritta di tale inventario è a disposizione degli studiosi nella sala lettura della biblioteca.
Sono riconducibili a Giuseppe Arcangeli due manoscritti: il primo oggi segnato C.XI.3 proviene dal legato testamentario stabilito da Pietro Stromboli (1840-1924) in favore della Biblioteca (v. archivio della Biblioteca XX.50); l'altro oggi segnato T.V.1 [5] fa parte di una raccolta di manoscritti provenienti dalla tipografia Alberghetti di Prato. L'archivio di Giuseppe Arcangeli si conserva presso la Biblioteca Roncioniana di Prato.